# Elena Morozova
Elena Igorevna Morozova (in russo Елена Игоревна Морозова?; Orël, 15 marzo 1987) è una calciatrice russa, centrocampista della nazionale russa.

## Carriera

### Club
Nata a Orël, iniziò a giocare a calcio all'età di quindici anni. Nella sua carriera ha giocato per cinque diverse squadre, vincendo il campionato russo con tre diverse squadre, l'Ėnergija Voronež, il Rossijanka e lo  Zorkij Krasnogorsk. Con le stesse tre squadre ha partecipato alla UEFA Women's Champions League, esordendo nel 2003 nell'allora UEFA Women's Cup con la maglia dell'Ėnergija Voronež nella partita vinta per 11-0 sulle ungheresi dell'1. FC Femina. Con il Rossijanka ha partecipato a cinque edizioni della Champions League, disputando 29 partite e realizzando nove reti. Dopo tre stagioni allo  Zorkij Krasnogorsk, nel 2015 tornò a vestire la maglia del Rossijanka, con cui aveva già disputato sei stagioni consecutive. Nel biennio al Rossijanka vinse il suo sesto campionato russo nel 2016. All'inizio della stagione 2017 si trasferì al Kubanočka. Per la stagione 2018 è tornata al Rjazan'-VDV, società nella quale aveva già giocato nel 2005.

### Nazionale
Nel 2002 esordì con la maglia della nazionale russa under-19. Con la nazionale under-19 disputò i campionati europei di categoria 2004 e 2005, vincendo quest'ultima edizione della quale fu la prima rigorista nella finale contro la Francia.
Nel 2003 fece il suo esordio con la nazionale maggiore in una partita amichevole contro l'Inghilterra. Divenne ben presto parte integrante della nazionale. Nel corso della Cyprus Cup 2008 realizzò una doppietta decisiva nella finale per il quinto posto contro la Scozia. Nell'Algarve Cup 2014 andò a segno in tre occasioni nella fase a gironi, grazie ai quali la Russia raggiunse la finale per il nono posto. Venne inclusa nelle rose della nazionale che han partecipato ai campionati europei nel 2009, nel 2013 e nel 2017. Nell'edizione 2013 segnò l'unica rete della Russia nella partita d'esordio, persa per 1-3 contro la Francia. Nell'edizione 2017 del campionato europeo ha realizzato una delle due reti con cui la nazionale russa ha sconfitto all'esordio la nazionale italiana.

## Palmarès

### Club
- Campionato russo: 7

Ėnergija Voronež: 2002, 2003
Zorkij Krasnogorsk: 2012-2013
Rossijanka: 2006, 2010, 2016
Rjazan'-VDV: 2018
- Coppa di Russia: 3

Rossijanka: 2005, 2006, 2009

### Nazionale
- Campionato europeo femminile Under 19 di calcio: 1

2005